# Northern Islands High School
Northern Islands High School (NIHS) est une école secondaire à Wotje, dans les îles Marshall. Elle fait partie du système scolaire public des Îles Marshall (en).
L'école dessert les atolls et les îles suivantes dans le nord du pays : Wotje, Ailuk, Aur, Likiep, Maloelap, Mejit et Utirik.
Il possède un programme d'internat pour les étudiants d'atolls et d'îles éloignés.

## Histoire
Anil Construction a construit le bâtiment. Les plans de construction ont été finalisés en 1991. L'ouverture de l'école était prévue pour 1998.